# Saskia Post
Saskia Post Steenkamer (ur. 1 stycznia 1961 w Martinez, zm. 16 marca 2020 w Melbourne) – amerykańsko-australijska aktorka telewizyjna, teatralna i filmowa.

## Życiorys

### Wczesne lata
Urodziła się w Martinez w stanie Kalifornia. Jej rodzice pochodzili z Holandii. Po wyjeździe ze Stanów Zjednoczonych i Japonii, w 1975 wraz z rodzicami osiedliła się w Australii. Mając pięć lat uczęszczała na lekcje aktorstwa i śpiewu. Gdy była w szkole średniej ukończyła roczne warsztaty aktorskie i klasę taneczną w Sydney. Studiowała pisanie w Royal Melbourne Institute of Technology oraz aktorstwo na Uniwersytecie Nowej Południowej Walii, a po dwunastu miesiącach w 1981 ukończyła kurs przy The Drama Studio w Sydney.

### Kariera
Debiutowała na małym ekranie rolą młodej emigrującej Holenderki Julianny Sleven w australijskiej operze mydlanej Rodzina Sullivanów (The Sullivans, 1982), gdzie swoją karierę rozpoczynały takie sławy jak Mel Gibson, Sam Neill czy Kylie Minogue.
Przeniosła się wkrótce do Melbourne i rozpoczęła roczną współpracę z Crawford Productions. Na dużym ekranie zabłysnęła po raz pierwszy rolą urodzonej w Czechach Evy w australijsko-kanadyjskim dramacie Jedna noc postoju (One Night Stand, 1984). W kinowym dramacie Rozkosz (Bliss, 1985) pojawiła się jako córka Harry’ego. Następnie dołączyła do obsady miniserialu Powrót do Edenu (Return to Eden, 1986) jako Jessica Stewart, siostrzenica Philipa Stewarta (John Lee), męża Jilly (Peta Toppano). W dramacie Psy w kosmosie (Dogs in Space, 1987) wcieliła się w rolę blondwłosej pielęgniarki Anny, przyjaciółki Michaela Hutchence’a, wokalisty zespołu INXS.
Występowała na scenie w  i Sydney w Salome (1989) Oscara Wilde’a, In Angel Gear (1990), Skóra (1995), kontrowersyjnie wystawionym w klubie dla dorosłych Top of The Town w Melbourne, Vincent w Brixton (Vincent in Brixton, 2005), teatralnym portrecie młodego Vincenta van Gogha na scenie Red Stitch Theatre w St Kilda jako stateczna wdowa, Urszula Loyer, u której van Gogh wynajmował pokój, oraz Sushi Wushi Woo (2008).
Od 2006 pracowała jako transpersonalny terapeuta sztuki i pedagog, a później także jako pomoc nauczycielska w szkole podstawowej w Trentham, w stanie Wiktoria. 

### Śmierć
8 stycznia 2020 została przyjęta do szpitala w Ballarat z wadą serca. Jej nerki przestały sprawnie funkcjonować i umieszczono ją na maszynie do dializy, a potem została przeniesiona na oddział intensywnej terapii w szpitalu Alfreda w Melbourne, gdzie zmarła 16 marca w wieku 59 lat po nagłym zatrzymaniu krążenia.

## Filmografia

### Filmy
- 1984: Jedna noc postoju (One Night Stand) jako Eva
- 1985: Rozkosz (Bliss) jako córka Harry’ego
- 1987: Psy w kosmosie (Dogs in Space) jako Anna
- 1991: Dowód (Proof) jako kelnerka
- 1997: Prawdziwa miłość i bezprawie (True Love and Chaos) jako Sam
- 2017: Throbbin' 84 jako Doreen

### seriale TV
- 1982: Sullivanowie (The Sullivans) jako Julianna Sleven
- 1982–1983: Synowie i córki (Sons and Daughters) jako Kerry Mitchell
- 1986: Powrót do Edenu (Return To Eden) jako Jessica Stewart
- 1991: I wszyscy razem (All Together Now) jako Susan
- 1996: Dziewczyna z oceanu (Ocean Girl) jako hipnoterapeutka
- 2000: Eugenia Sandler (Eugenie Sandler P.I.) jako Angela Duvier
- 2000: Introducing Gary Petty jako Emily
- 2002: Short Cuts jako Louise